# Oceanul de la capătul aleii
Oceanul de la capătul aleii (în original în engleză The Ocean at the end of the Lane) este un roman scris de autorul britanic Neil Gaiman. Cartea a fost publicată pe 18 iunie 2013 și a fost lansată concomitent în America, Marea Britanie și România, unde a apărut la editura Paladin. Romanul a primit în general recenzii pozitive și în februarie 2013 Focus Features a obținut drepturile pentru ecranizare, cu Tom Hanks ca producător și Joe Wright ca regizor.

## Primire
A fost nominalizat la Premiul World Fantasy pentru cel mai bun roman în 2014 dar a pierdut în favoarea romanului A Stranger in Olondria de Sofia Samatar.

## Legături externe
- en  Istoria publicării lucrării Oceanul de la capătul aleii la Internet Speculative Fiction Database